# Hypovoria dentata
Hypovoria dentata är en tvåvingeart som beskrevs av Rikhter 1980. Hypovoria dentata ingår i släktet Hypovoria och familjen parasitflugor. Inga underarter finns listade i Catalogue of Life.